# Shams Azar Football Club
Lo Shams Azar Football Club (in persiano باشگاه فوتبال شمس‌آذر‎), già denominato Caspian Qazvin Football Club e noto come Shams Azar, è una società calcistica iraniana di Qazvin. Milita nella Lega professionistica del Golfo persico, la massima divisione del campionato iraniano di calcio.

## History
Nel 2012 fu fondato il Caspian Qazvin Football Club, club creato per iniziativa dell'allora governatore della provincia di Qazvin Ahmed Ajam e con la partecipazione di 9 comuni: Qazvin, Alvand, Abiq, Buin Zahra, Takstan, Auj, Abgarm, Iqbaliyeh e Sirdan. Altri 11 comuni di questa provincia investirono in questo club. Nel settembre 2013, acquisendo la licenza del Kaveh di Teheran, la direzione sportiva e giovanile della provincia di Qazvin poté iscrivere la squadra al campionato di terza serie.  Nel 2019 il club cambiò nome in Shams Azar Football Club. Nel 2022-2023, vincendo il campionato di seconda serie, ha ottenuto per la prima volta la promozione in massima serie.

## Palmarès

### Competizioni nazionali
- Campionato iraniano di seconda divisione: 1

2022-2023

## Organico

### Rosa 2023-2024
Aggiornata al 13 agosto 2023.
| N. |                 | Ruolo | Calciatore                        |
| -- | --------------- | ----- | --------------------------------- |
| 1  | Iran (bandiera) | P     | Koroush Maleki                    |
| 2  | Iran (bandiera) | D     | Mohsen Tarhani                    |
| 3  | Iran (bandiera) | D     | Mehdi Mohammadi                   |
| 4  | Iran (bandiera) | D     | Erfan Ghahremani                  |
| 5  | Iran (bandiera) | D     | Saeid Karimi                      |
| 6  | Iran (bandiera) | C     | Mostafa Ahmadi                    |
| 7  | Iran (bandiera) | C     | Amir Mohammad Nesaei              |
| 8  | Iran (bandiera) | A     | Isa Moradi                        |
| 9  | Iran (bandiera) | A     | Faraz Emamali                     |
| 10 | Iran (bandiera) | C     | Amir Masoud Sarabadani (capitano) |
| 11 | Iran (bandiera) | A     | Mojtaba Fakhrian                  |
| 14 | Iran (bandiera) | D     | Mohammad Reza Rezaei              |
| 16 | Iran (bandiera) | D     | Rahman Jafari                     |

| N. |                 | Ruolo | Calciatore             |
| -- | --------------- | ----- | ---------------------- |
| 17 | Iran (bandiera) | C     | Ali Pouresmaeil        |
| 19 | Iran (bandiera) | A     | Mohammadmehdi Mansouri |
| 20 | Iran (bandiera) | C     | Mohammad Papi          |
| 21 | Iran (bandiera) | D     | Hossein Goudarzi       |
| 22 | Iran (bandiera) | P     | Alireza Jafarpour      |
| 23 | Iran (bandiera) | C     | Sadegh Albusabih       |
| 27 | Iran (bandiera) | A     | Ali Asghar Arabi       |
| 30 | Iran (bandiera) | A     | Arshia Sarabadani      |
| 33 | Iran (bandiera) | D     | Hooman Rabizadeh       |
| 77 | Iran (bandiera) | D     | Ali Azadmanesh         |
| 80 | Iran (bandiera) | C     | Shervin Afshari        |
| 88 | Iran (bandiera) | C     | Sajjad Jafari          |
| 97 | Iran (bandiera) | FF    | Sajjad Bazgir          |